# Oceania Sevens Championship 2022
El Oceania Sevens Championship de 2022 fue la decimocuarta temporada del torneo de selecciones nacionales masculinas de Oceanía de rugby 7.
El torneo se disputó en el Navigation Homes Stadium de la ciudad de Pukekohe, Nueva Zelanda.

## Equipos participantes
- Australia
- Fiyi
- Nueva Zelanda
- Tonga

## Resultados
| Pos. | Equipo        | Encuentros | Encuentros | Encuentros | Encuentros | Tantos  | Tantos    | Tantos     | Puntos |
| Pos. | Equipo        | jugados    | ganados    | empatados  | perdidos   | a favor | en contra | diferencia | Puntos |
| ---- | ------------- | ---------- | ---------- | ---------- | ---------- | ------- | --------- | ---------- | ------ |
| 1    | Nueva Zelanda | 6          | 5          | 0          | 1          | 168     | 60        | +108       | 16     |
| 2    | Australia     | 6          | 4          | 0          | 2          | 163     | 102       | +61        | 14     |
| 3    | Fiyi          | 6          | 3          | 0          | 3          | 131     | 96        | +35        | 12     |
| 4    | Tonga         | 6          | 0          | 0          | 6          | 36      | 240       | –204       | 6      |

Nota: Se otorgan 3 puntos al equipo que gane un partido, 2 al que empate y 1 al que pierda
| Bandera de Nueva Zelanda |
| Campeón Nueva Zelanda    |
| 1.er título              |